# Arturo Merzario

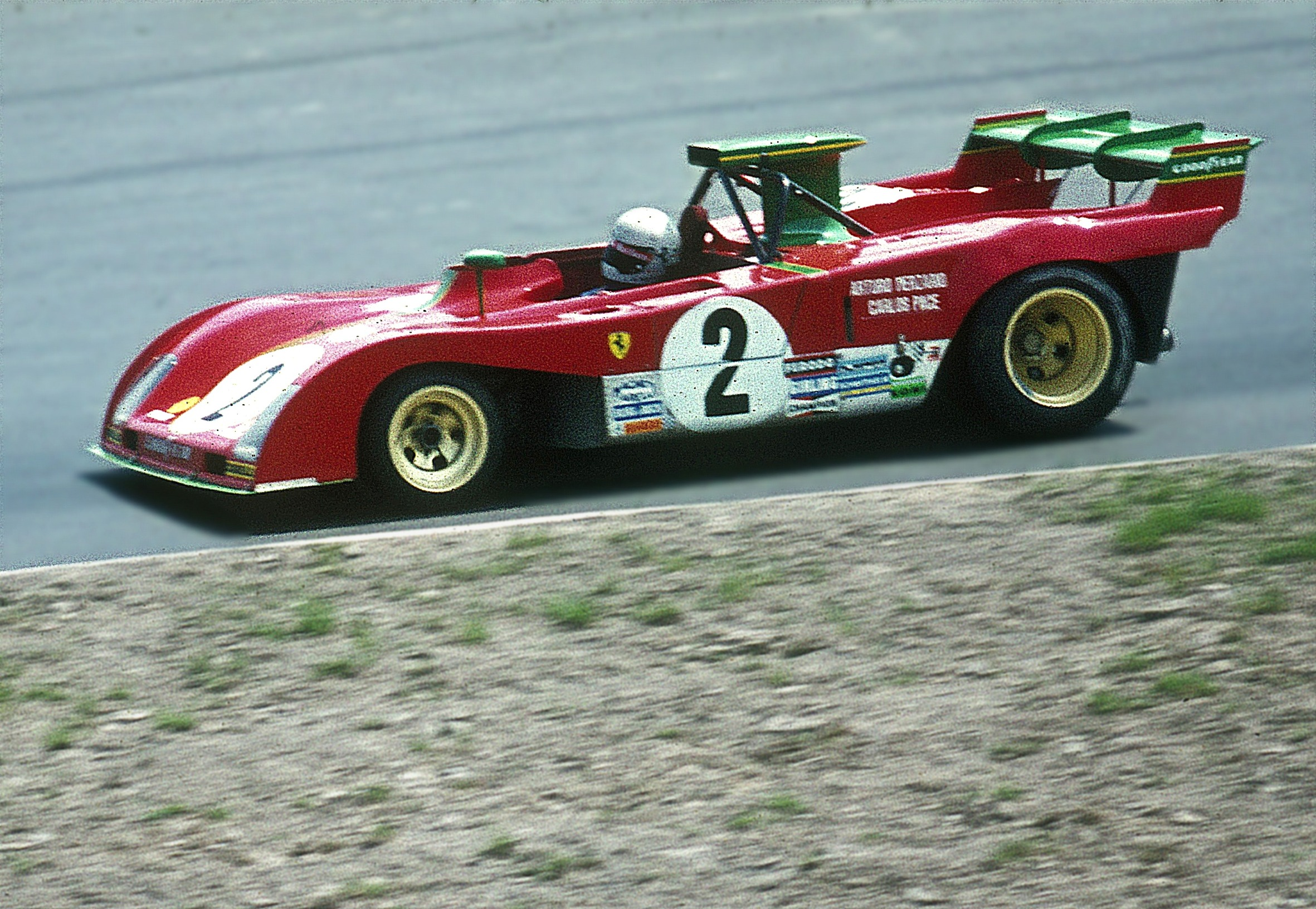
Arturo Merzario

Arturo Francesco „Little Art” Merzario (ur. 11 marca 1943 w mieście Chiavenna, prowincji Como) – były włoski kierowca Formuły 1.
Zadebiutował w 1972 roku w zespole Ferrari.
W 1974 roku przeszedł do zespołu Williamsa, w którym występował przez kolejne dwa sezony.
Później reprezentował barwy zespołów Fittipaldi, Walter Wolf Racing, March, Shadow oraz własnego Team Merzario.
W 1976 roku podczas Grand Prix Niemiec razem z Guyem Edwardsem i Brettem Lungerem wyciągnął Nikiego Laudę z palącego się bolidu Ferrari.